# Gaglovo
Gaglovo (cyr. Гаглово) – wieś w Serbii, w okręgu rasińskim, w mieście Kruševac. W 2011 roku liczyła 689 mieszkańców.